# 維多·法蘭克斯坦
維多·法蘭克斯坦或维克多·弗兰肯斯坦（Victor Frankenstein）是瑪麗·雪萊的科幻小說《科學怪人》中的虚构科學家，主修自然科学。在坟墓里挖掘死者的尸体，利用挖掘出的尸块制造出怪物科学怪人，后来科学怪人对维克多弗兰肯斯坦复仇，科学怪人在北极和科学家复仇完后结束了自己生命。

## 概要
根據1831年版的小說，法蘭克斯坦生於義大利那不勒斯，長於瑞士日內瓦，在德國求學。集合拼湊屍體創造出人造人怪物。怪物長相醜陋，但渴望有配偶。法蘭克斯坦原先創造出一個女性怪物作為配偶，但在完成之際又將它毀滅，因此引來怪物的報復。法蘭克斯坦為了追蹤怪物，來到北極，最後在北極病死，怪物聽聞死訊後自殺。